# Ramal·lah
Ramal·lah o Ramala (àrab: رام اﷲ, Rām Allāh) és una ciutat palestina d'uns 27.000 habitants, a Cisjordània, uns 15 quilòmetres al nord-est de Jerusalem.
Com la resta de Cisjordània, Ramal·lah va estar sota ocupació jordana des de la Guerra araboisraeliana de 1948 fins a la Guerra dels Sis Dies de 1967, quan va ser ocupada per tropes israelianes, com la resta del territori a l'oest del Jordà. El 1994, la ciutat fou entregada a l'Autoritat Nacional Palestina (ANP) dins dels Acords d'Oslo, firmats el 1993, i és administrada per aquesta. Ramal·lah figurava com a part del "Territori A", això és, zona sota control palestí.
Ramal·lah és famosa per la Mukata, que actualment funciona com a seu del govern de l'ANP. L'ANP pretén que la futura capital de la Palestina independent sigui Jerusalem Est, actualment sota administració israeliana.
A Ramal·lah també es troba l'oficina del president de l'ANP Mahmoud Abbas.

## Economia
Ramal·lah ha estat descrita com la seu de el poder de l'Autoritat Palestina i és la seu de la majoria de les ONG i ambaixades internacionals. Els centenars de milions de dòlars d'ajuda que arriben a la ciutat han impulsat enormement l'economia de Ramal·lah des del final de la Segona Intifada.
L'apogeu de la construcció a Ramal·lah és un dels signes més evidents del creixement econòmic de Cisjordània, que s'estima en una taxa anual del 8%. Això s'ha atribuït a la relativa estabilitat i al suport dels donants occidentals a l'Autoritat Palestina. La pròspera economia de Ramal·lah segueix atraient als palestins d'altres ciutats de Cisjordània on hi ha menys ocupació. La superfície construïda s'ha quintuplicat des de 2002.
El 2010, la ciutat s'havia convertit en el principal centre d'activitat econòmica i política dels territoris sota el control de l'Autoritat Palestina. Durant un període d'impuls en la construcció els primers anys de segle xxi, es van construir edificis d'apartaments i hotels de "cinc estrelles", sobretot al barri d'Al-Masyoun. El 2010, es va informar que "més de cent" empreses palestines s'havien traslladat a Ramal·lah des de Jerusalem Est, perquè "aquí paguen menys impostos i tenen més clients". Un local va presumir davant un periodista que "Ramal·lah s'està convertint en la capital de facto de Palestina". Aquesta jactància va ser secundada pel The New York Times que, el 2010, va qualificar a Ramal·lah de "capital de facto de Cisjordània". Segons Sani Meo, editor de This Week in Palestine, "amb o sense capital, a Ramal·lah li ha anat bé i Palestina està orgullosa dels seus èxits". Alguns palestins al·leguen que la prosperitat de Ramal·lah forma part d'una "conspiració" israeliana per convertir-la en la capital de l'Estat Palestí, en lloc de Jerusalem.

ASAL technologies, una empresa de tecnologia de la informació de Ramal·lah, té 120 empleats i espera un "creixement exponencial".

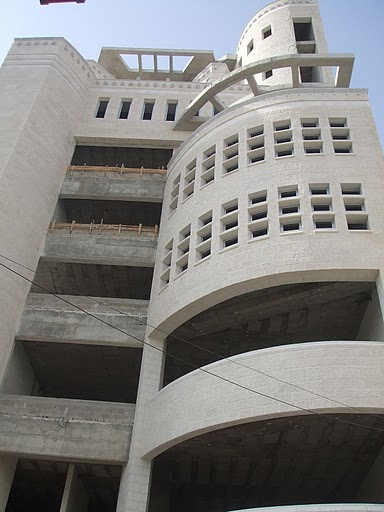
Dunia trade center en construcció, juny de 2010
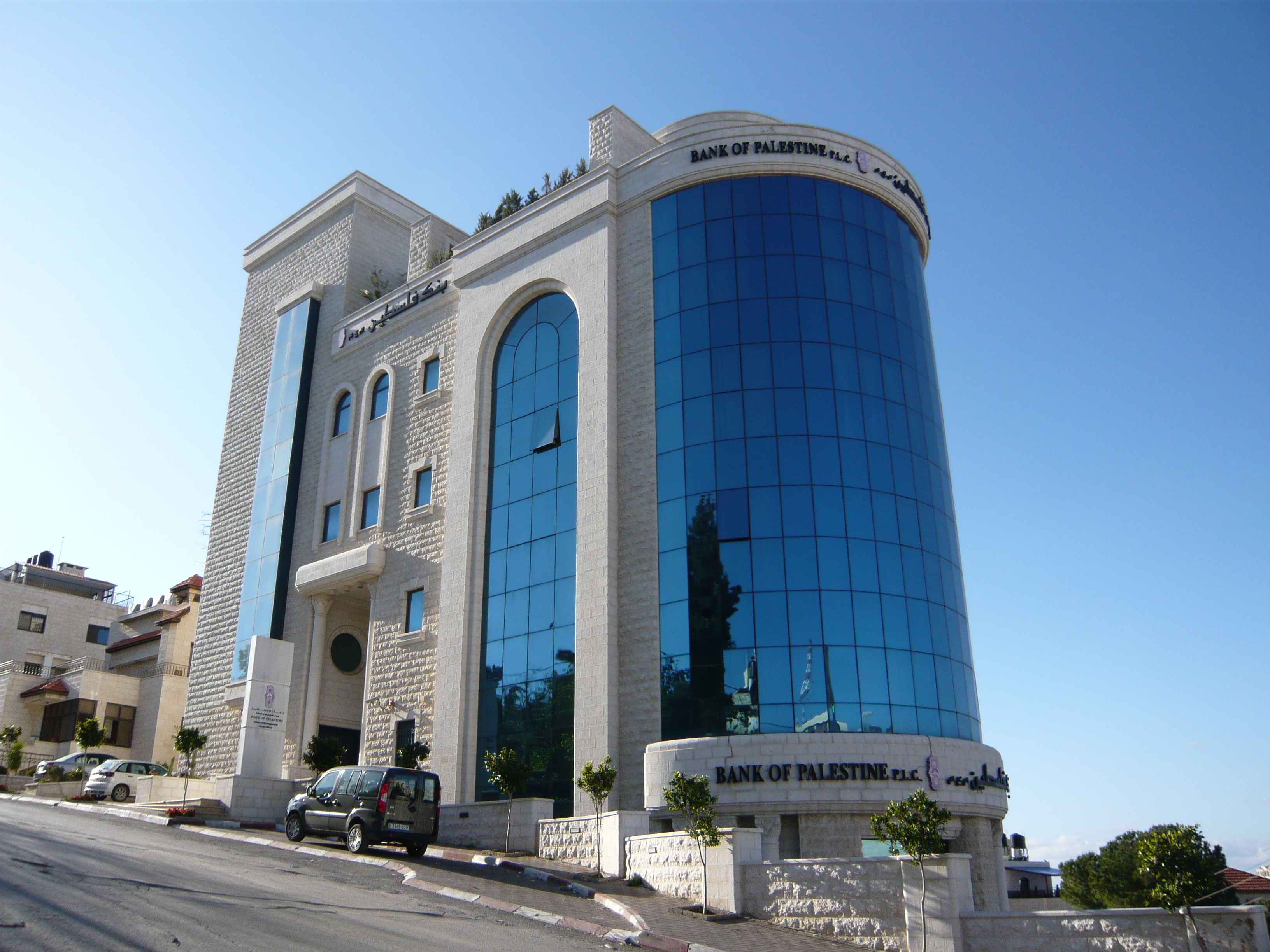
Seu central del Bank of Palestine a Ramallah

## Demografia
Segons una llista de poblats otomans del voltant de 1870, Ramallah tenia 249 cases i una població de 635 habitants, encara que el recompte de la població només incloïa als homes. El poble apareix descrit en la zona de Bire, "al nord de Mikhmas, en un turó rocós".
El 1896 la població de Ramal·lah s'estimava en unes 2.061 persones.
En el cens de Palestina de 1922 realitzat per les autoritats del Mandat Britànic, Ramal·lah tenia 3.104 habitants; 2.972 cristians, 125 musulmans i 10 jueus, on els cristians eren 2.162 ortodoxos, 1 ortodox sirià (jacobita), 332 catòlics romans, 144 catòlics grecs (catòlics melquites), 211 de l'Església d'Anglaterra i 122 "altres". En el cens de 1931, la població ascendia a 4.286 habitants, amb 3.766 cristians, 519 musulmans i 1 jueu, en un total de 1.014 cases.

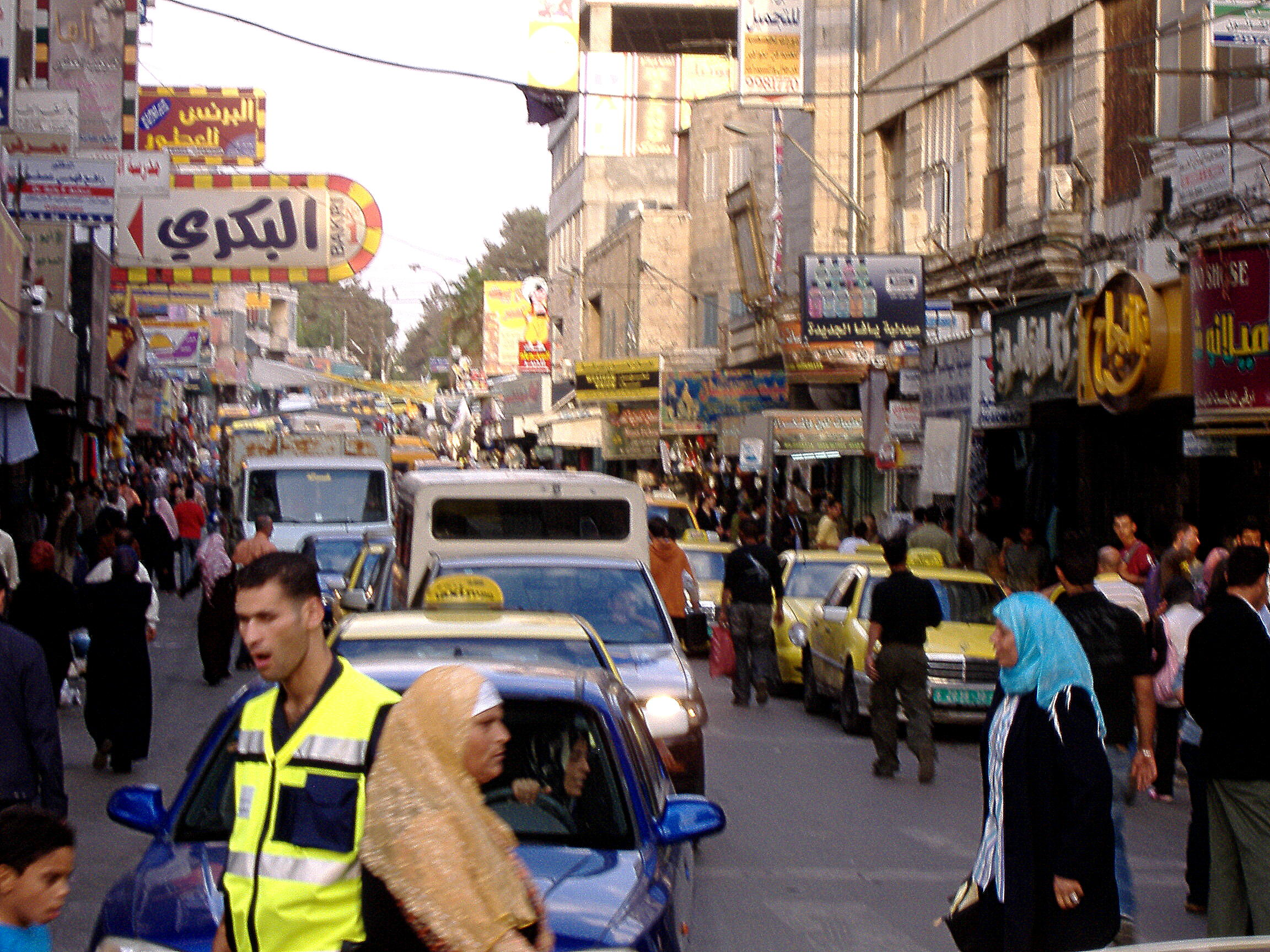
Carrer principal de Ramal·lah

En les estadístiques de 1945, la població era de 5.080 habitants, sent els cristians la major part de la població. Malgrat això, la composició demogràfica de la ciutat va canviar dràsticament entre 1948 i 1967, quan es va produir una considerable emigració de cristians. El 1967, poc més de la meitat dels 12.134 habitants de la ciutat eren cristians i l'altra meitat musulmans.
La població de la ciutat va disminuir dràsticament a finals del segle xx, passant de 24.722 habitants el 1987 a 17.851 el 1997. En el cens de l'Oficina Central d'Estadístiques de Palestina (PCBS) de 1997, els refugiats palestins representaven el 60,3% de la població, que era de 17.851. Hi havien 8.622 homes i 9.229 dones. Els menors de 20 anys representaven el 45,9% de la població, mentre que els que tenien entre 20 i 64 anys eren el 45,4%, i els majors de 64 anys constituïen el 4,7%.
Només el 2005 la població va superar els 24.000 habitants. En una projecció de la PCBS el 2006, la ciutat tenia 25.467 habitants. En el cens de la PCBS de 2007, vivien a la ciutat 27.460 persones. Les fonts varien pel que fa a la població cristiana actual de la ciutat, oscil·lant al voltant del 25%.

## Geografia i clima
Aquesta zona gaudeix d'un clima mediterrani d'estiu sec i un hivern plujós suau amb nevades ocasionals. La mitjana registrada de la precipitació de Ramallah és d'aproximadament 615 mm i la precipitació mínima és de 307 mm i la precipitació màxima és de 1.591 mm.
La classificació climàtica de Köppen col·loca a Ramallah en la categoria Csa. Els climes d'aquesta classe tenen lloc generalment en els costats occidentals dels continents entre les latituds de 30° i 45°. Aquests climes són a la regió del front polar a l'hivern, i, per tant, tenen temperatures moderades i clima plujós canviant. Els estius són calents i secs, a causa de la dominació dels sistemes subtropicals d'alta pressió, excepte en les zones costaneres immediates, on els estius són més suaus a causa de la presència pròxima de corrents oceànics freds que poden portar boira però prevenir la pluja.

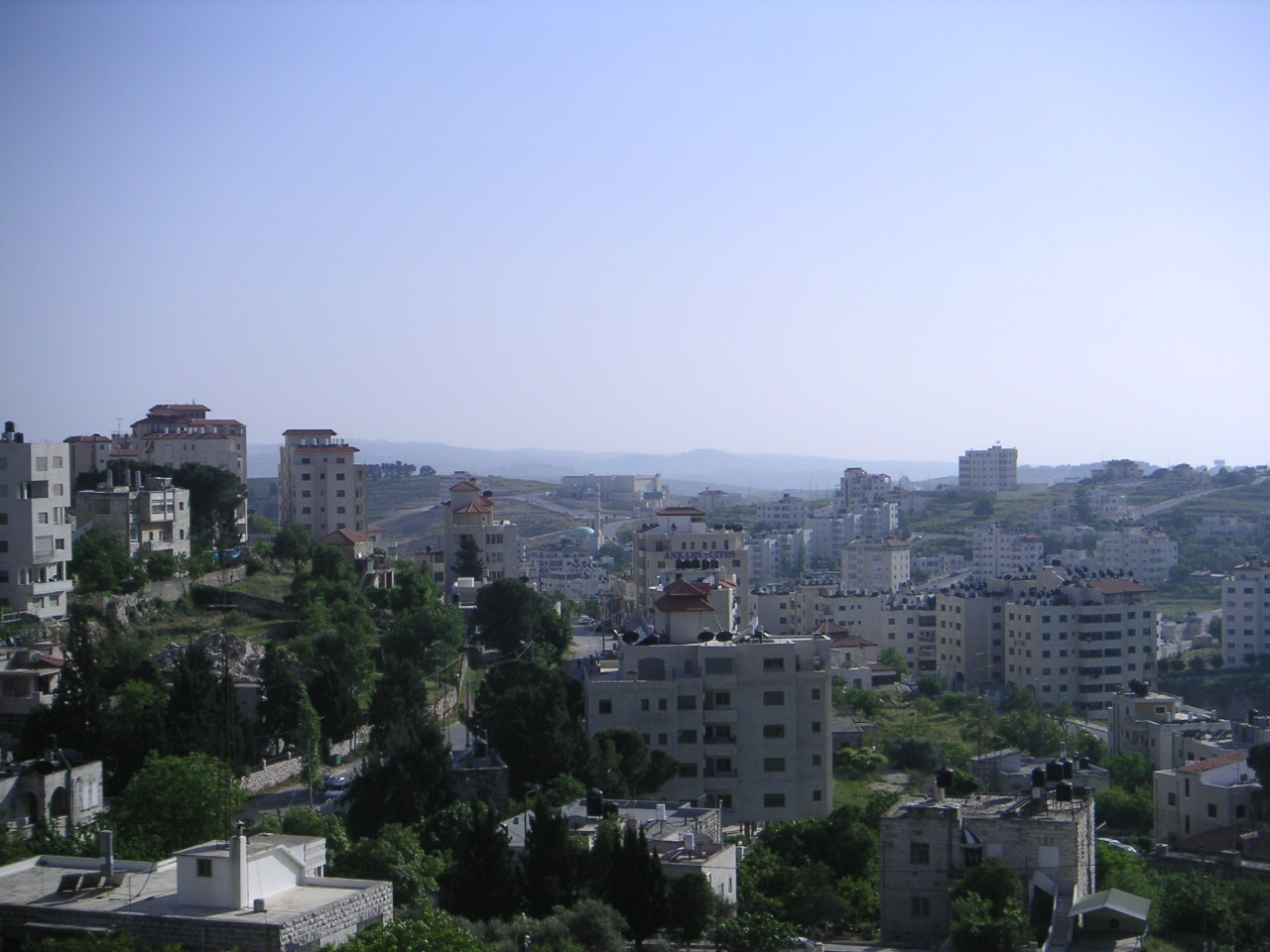
Una vista des de Ramallah.
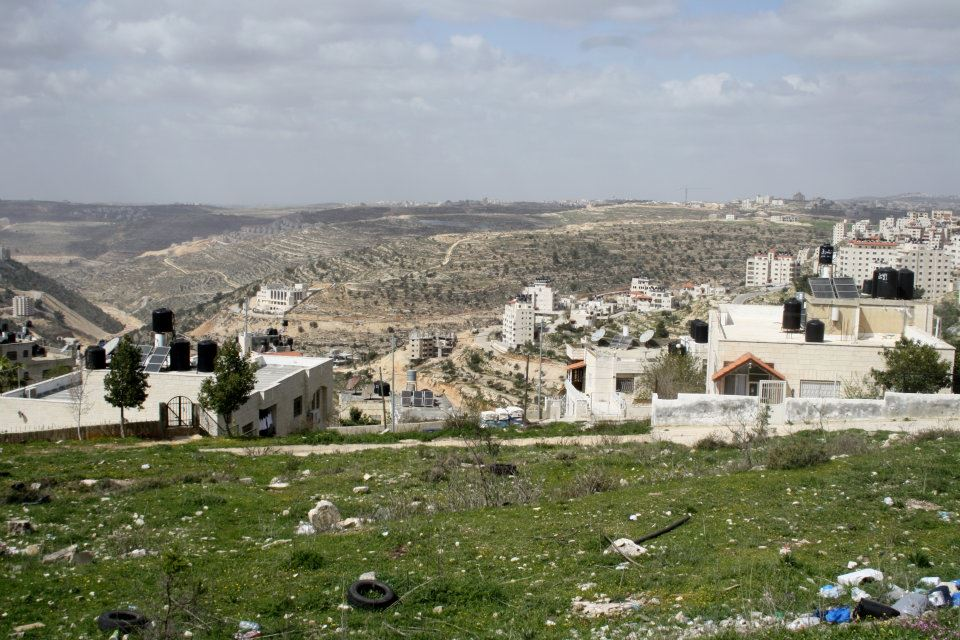
Vista dels pujols que envolten Ramallah.
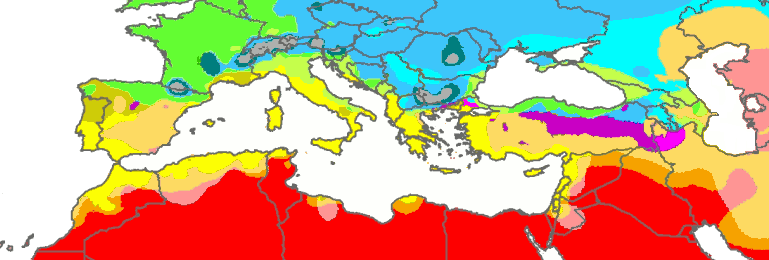
Mapa del Mediterrani amb les classificacions climàtiques de Köppen: Csa & Csb s'observen en groc.

## Institucions religioses
La mesquita Jamal Abdel Nasser és una de les més grans de la ciutat. L'Església Ortodoxa de Ramallah, un convent cristià ortodox, Església Catòlica Melquita, l'Església Evangèlica Luterana, l'Església Episcopal Àrab (Anglicana), l'Església Local de Ramallah (Evangèlica\Nou Naixement) i l'Església Baptista de Ramallah tenen escoles a la ciutat. S'ha construït una gran església nova al cim d'un dels turons més alts de Ramal·lah, pertanyent a l'Església Ortodoxa Copta. A la zona també hi ha un petit grup de Testimonis de Jehovà i altres.

Durant la festa religiosa anual del "Dissabte de la Llum" (que té lloc el dissabte entre el Divendres Sant i el Diumenge de Resurrecció per commemorar la llum que, segons la tradició, va brillar des de la tomba de Jesús), els escoltes realitzen una desfilada pels carrers de la ciutat per rebre la flama de Jerusalem. (La flama s'encén a la Basílica del Sant Sepulcre de Jerusalem i es transmet mitjançant especlmet i fanals a les esglésies regionals). Una sèrie de mesquites i esglésies de diferents denominacions esquitxen el paisatge.

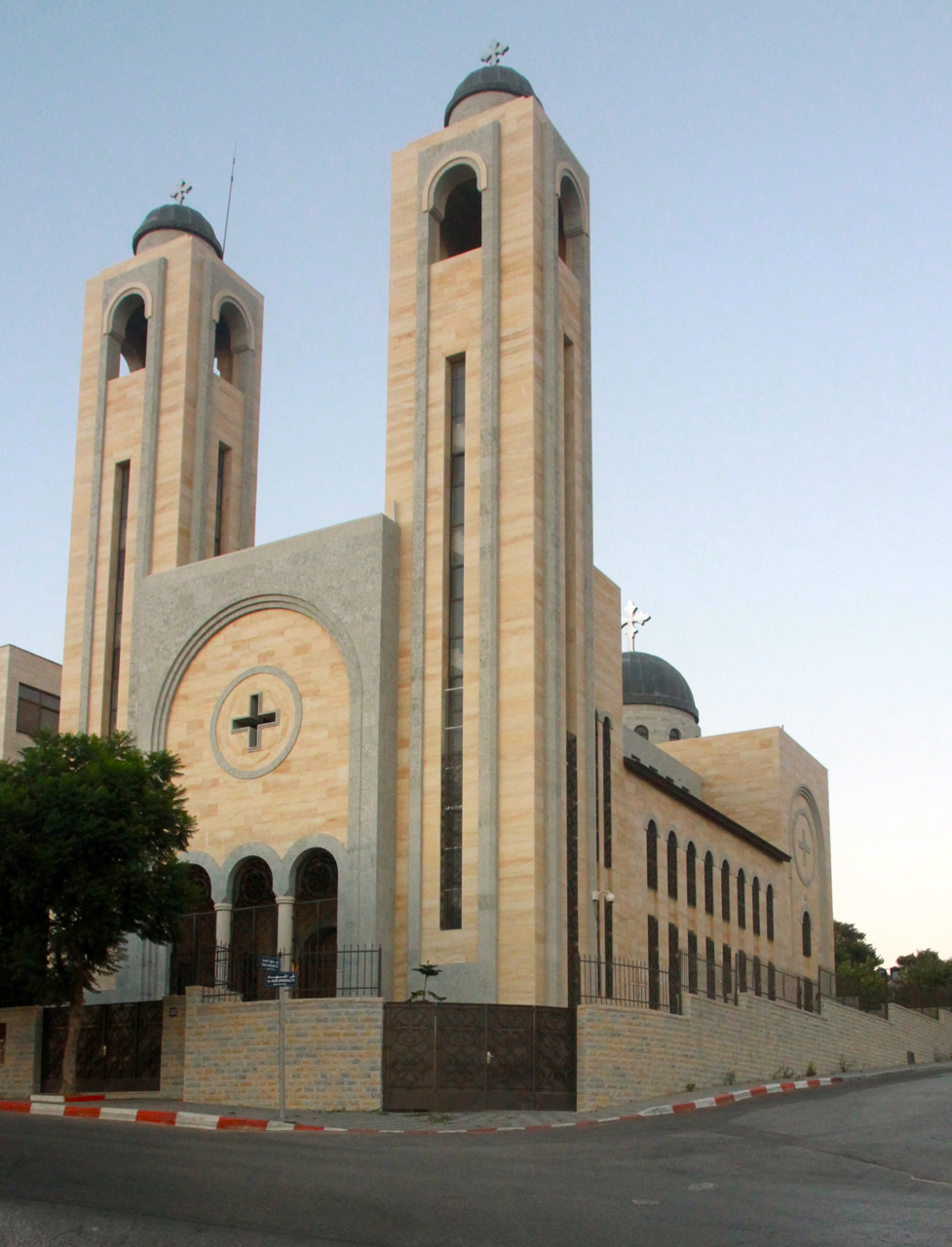
Església Copta a Ramal·lah
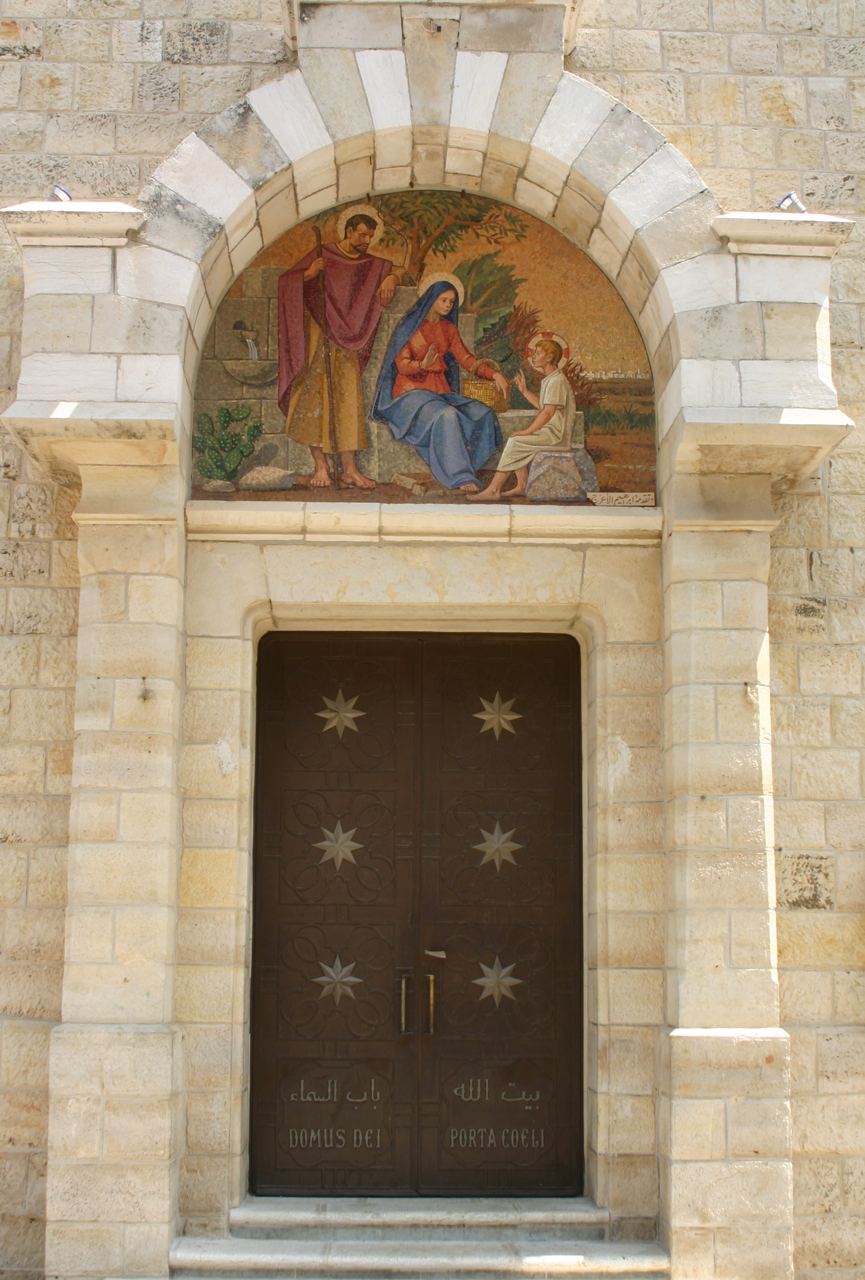
Una entrada de l'església de Ramal·lah
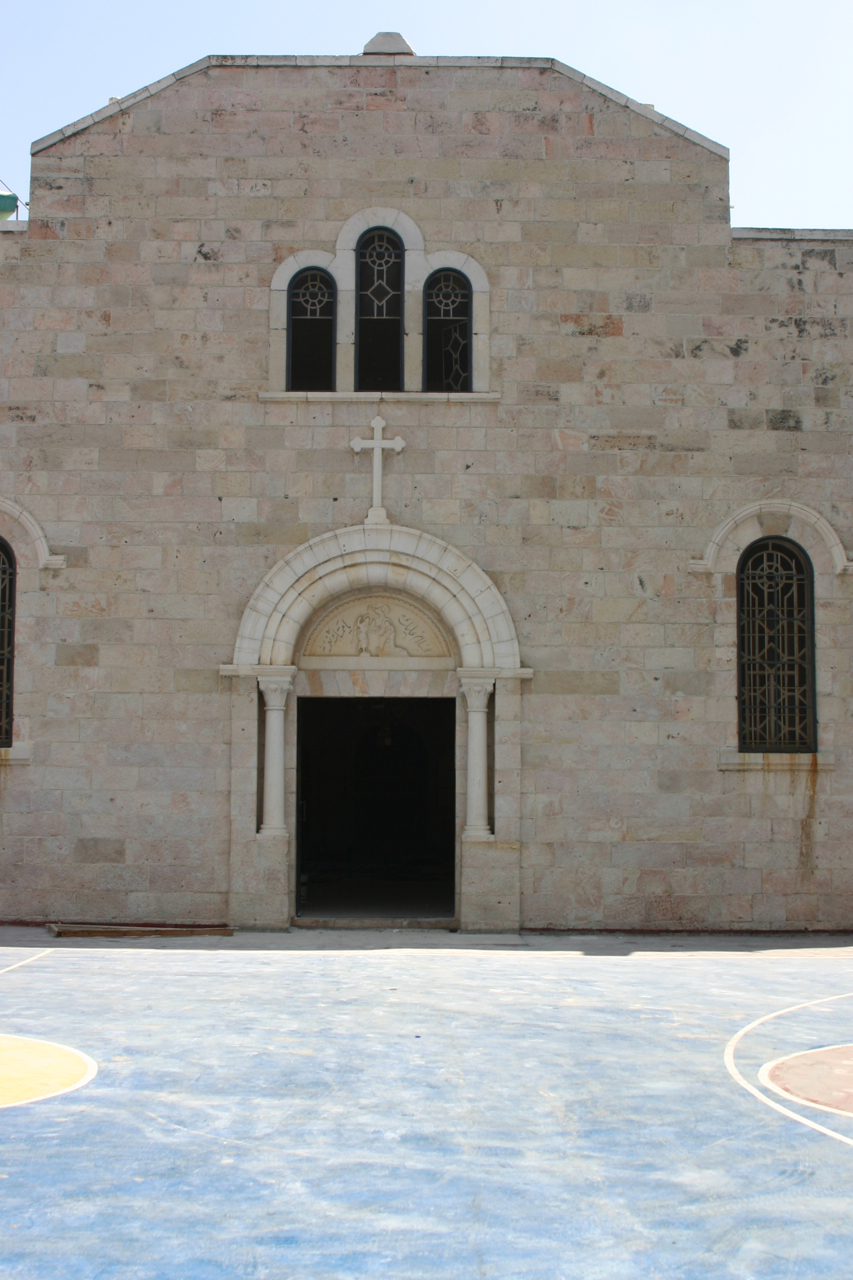
Una antiga església cristiana a Ramal·lah.
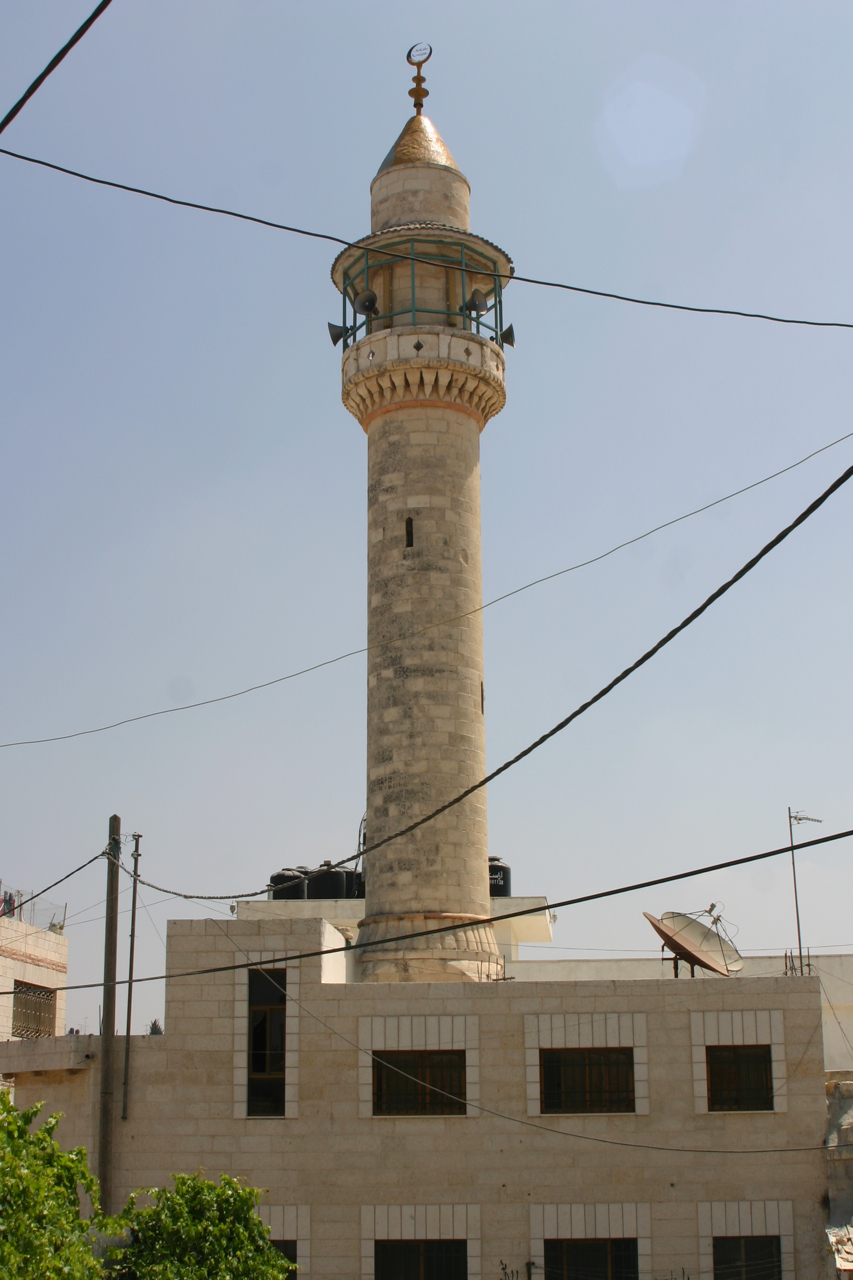
Mesquita musulmana a Ramal·lah

## Ciutats agermanades
Ramal·lah manté una relació d'agermanament amb les següents ciutats:
- Bordeus, França
- Hounslow, Anglaterra
- Johannesburg, Sud Àfrica
- Lieja, Bèlgica
- Muscatine, Estats Units
- Oxford, Anglaterra
- Sur, Túrquia
- Trondheim, Noruega